# جون ياماشيتا
جون ياماشيتا هو منافس ألعاب قوى ياباني، ولد في 23 أغسطس 1997.

## وصلات خارجية
- جون ياماشيتا على موقع الاتحاد الدولي لألعاب القوى (الإنجليزية)
- جون ياماشيتا على موقع الرابطة اليابانية لاتحادات ألعاب القوى (اليابانية)
- جون ياماشيتا على موقع اللجنة الأولمبية الدولية (الإنجليزية)
- جون ياماشيتا على موقع أوليمبيديا (الإنجليزية)